# Parafia Matki Bożej Królowej Polski w Gorawinie
Parafia pw. Matki Bożej Królowej Polski w Gorawinie – parafia należąca do dekanatu Gościno, diecezji koszalińsko-kołobrzeskiej, metropolii szczecińsko-kamieńskiej. Została utworzona 15 września 1981 roku. 

## Obszar parafii

### Miejscowości i ulice
W granicach parafii znajdują się miejscowości gminy Rymań: 

- Bębnikąt,
- Drozdowo,
- Drozdówko,
- Gorawino,
- Jarkowo,
- Kinowo,
- Lędowa,
- Mechowo,
- Petrykozy,
- Rębice,
- Starnin.

## Miejsca święte

### Kościół parafialny
Kościół pw. Matki Bożej Królowej Polski w Gorawinie
Szachulcowy, zbudowany w latach 20. XVII w., odbudowany po pożarze z 1991 r. i poświęcony w 1993 r..

### Kościoły filialne i kaplice
- Kościół pw. Chrystusa Króla w Drozdowie - ryglowy, zbudowany na początku XIX wieku[5], poświęcony 10 kwietnia 1947 r.[3]

- Kościół pw. św. Antoniego Padewskiego w Starninie - z cegły, zbudowany w latach 1934–1935[6], poświęcony 1 grudnia 1945 r.[3]

## Duszpasterze

### Proboszczowie
- ks. Henryk Łapiński (1980-1986)
- ks. Wacław Sznura (1986-1987)
- ks. Wiktor Pośnik (1987-1990)
- ks. Andrzej Wróblewski (1990-1991)
- ks. Stefan Kaczmarek (1991-1997)
- ks. Waldemar Składowski (1997-2005)
- ks. Marek Mierzwa (2005-)[3]

## Galeria

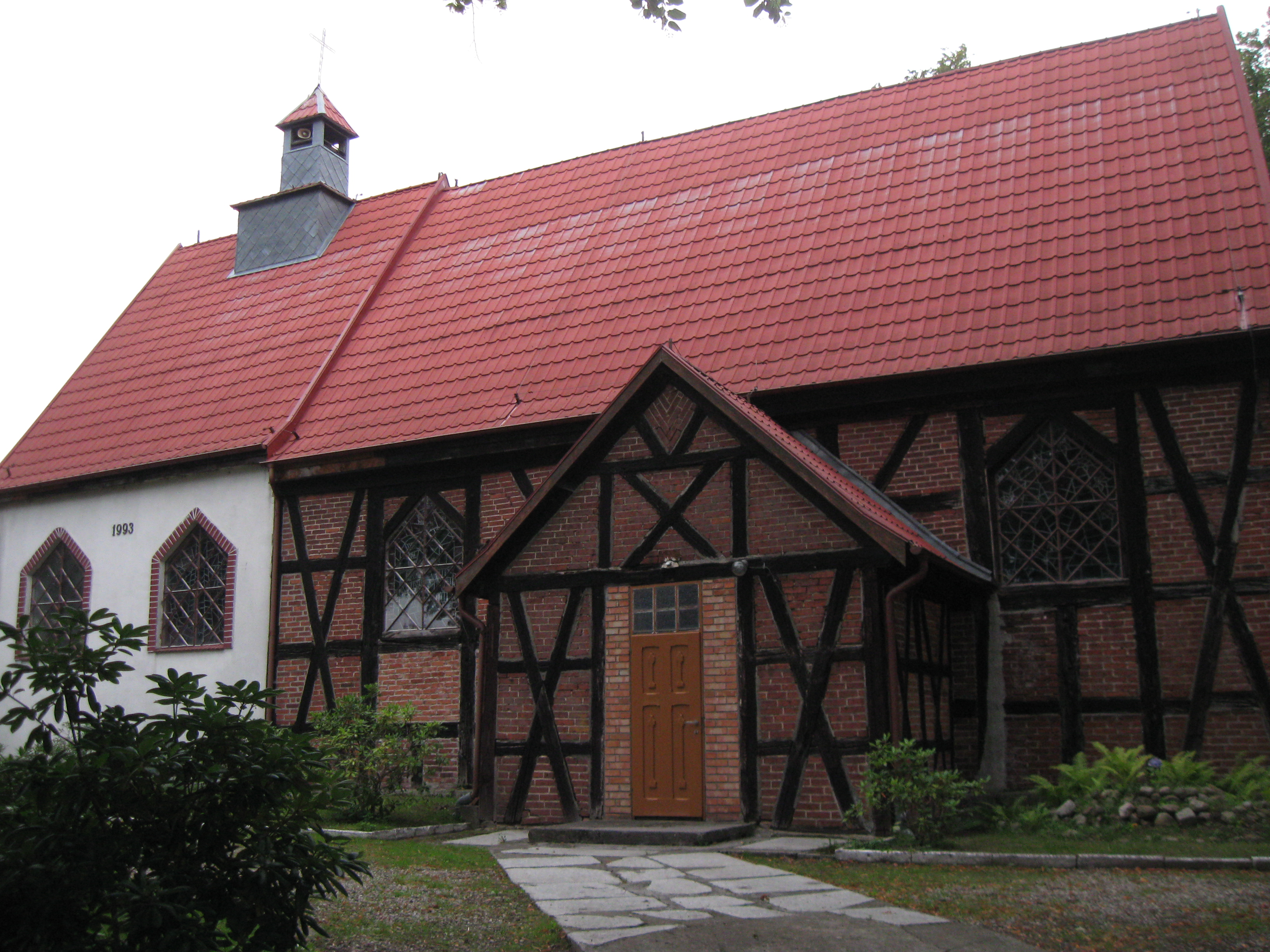
Kościół parafialny pw. Matki Boskiej Królowej Polski w Gorawinie
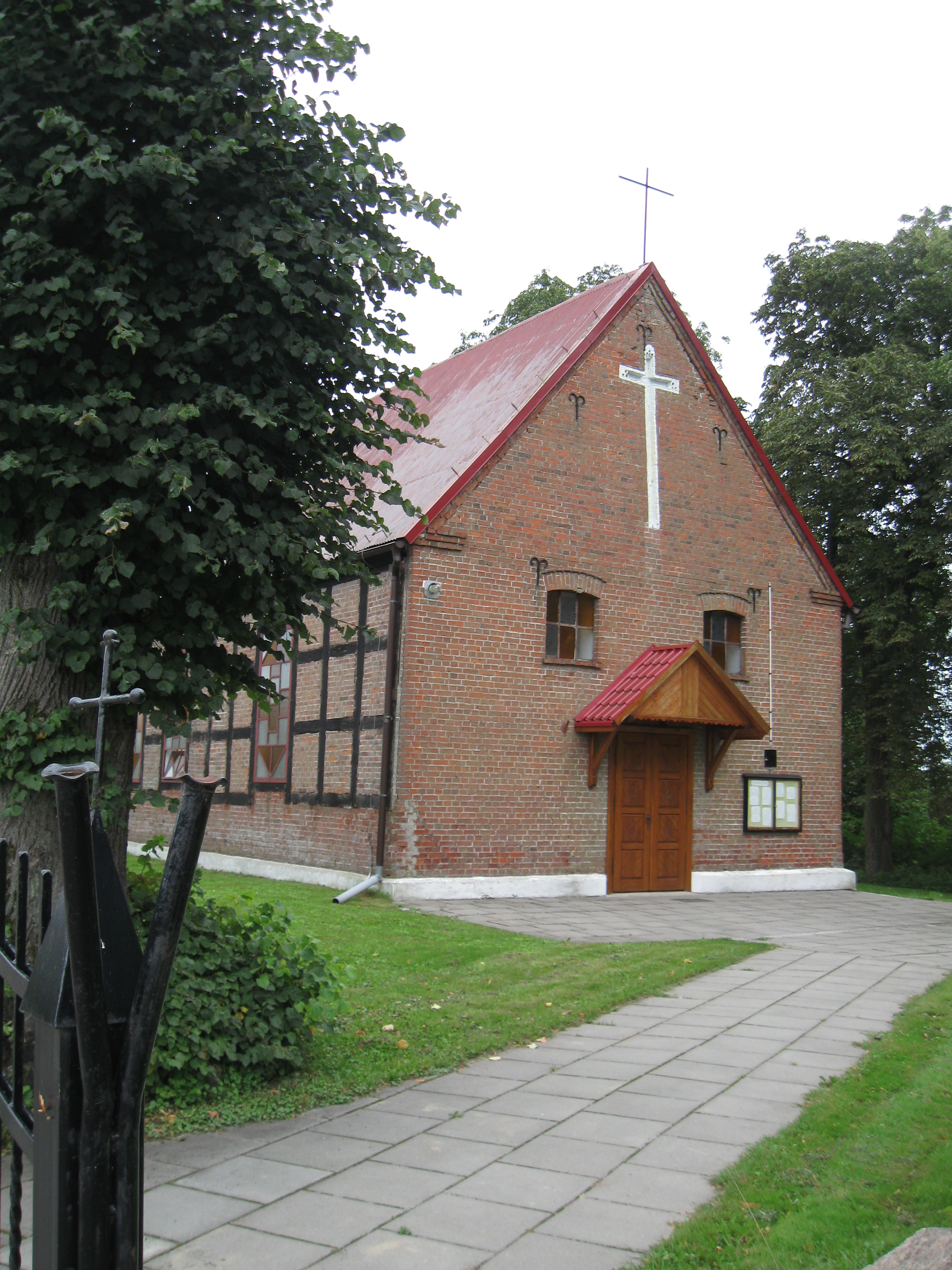
Kościół filialny pw. Chrystusa Króla w Drozdowie
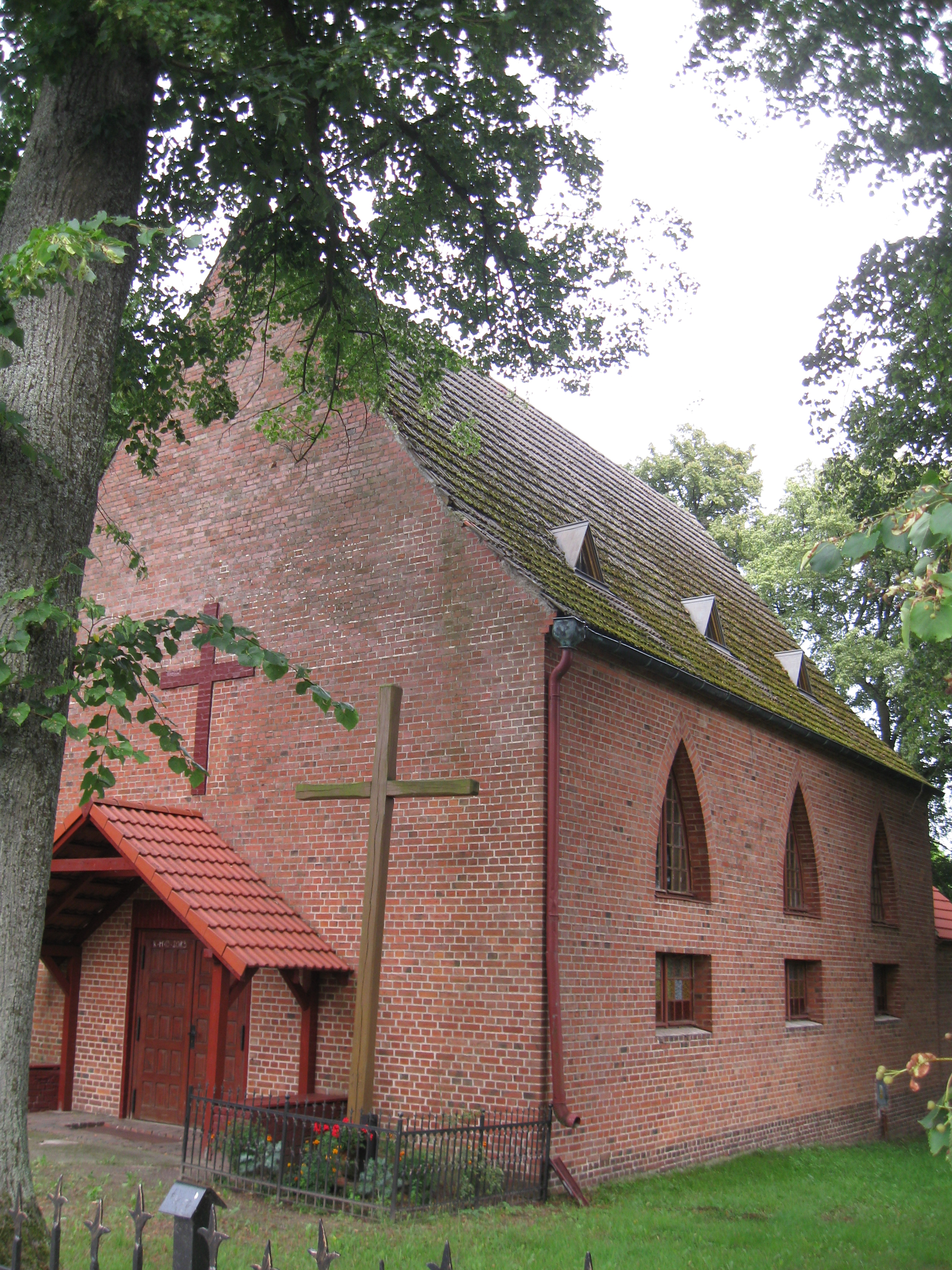
Kościół filialny pw. św. Antoniego Padewskiego w Starninie